# أندرو لوسون
أندرو لوسون (بالإنجليزية: Andrew Lawson)‏ هو سياسي أسترالي، ولد في 1873.